# Johan Stenström

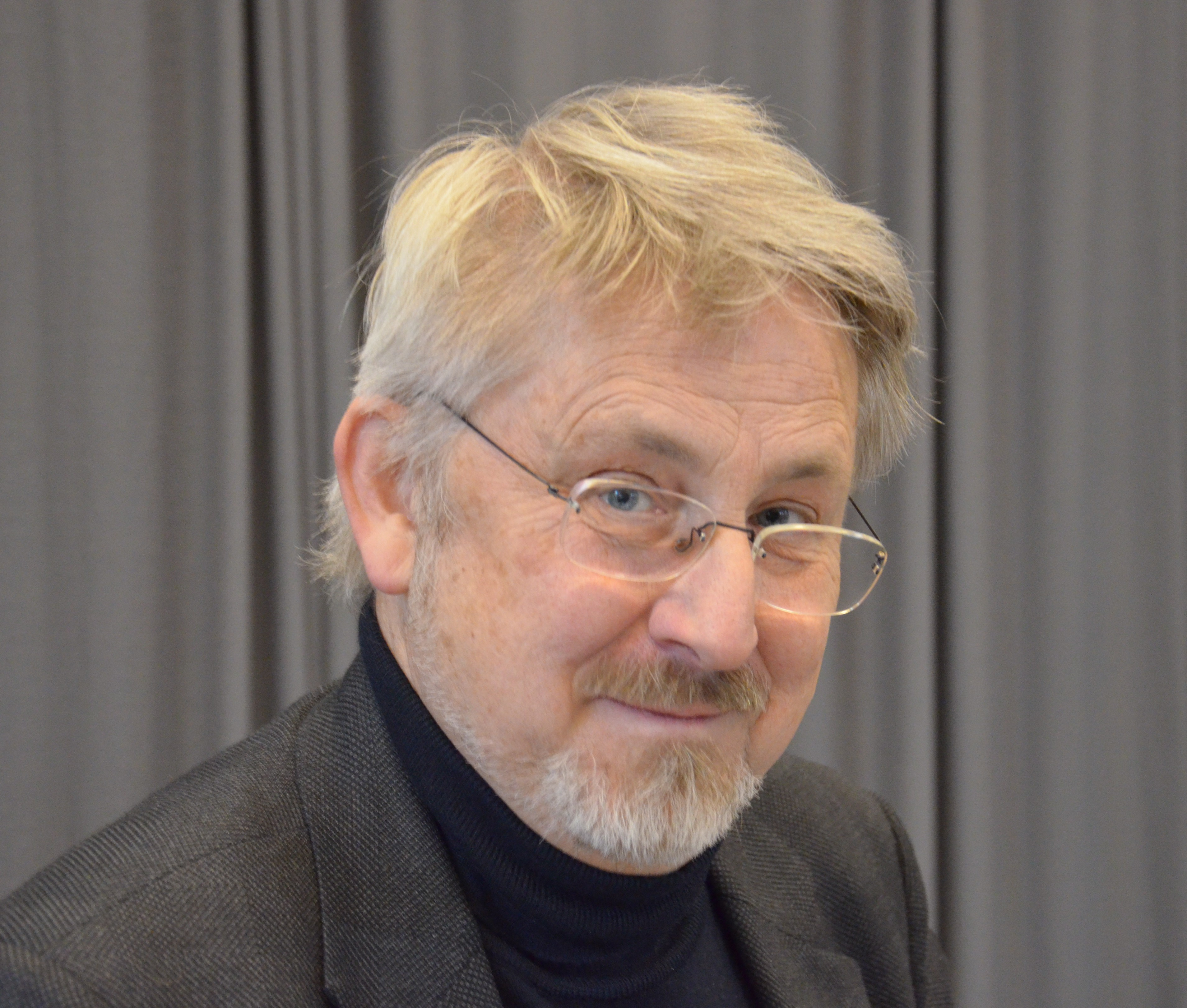
Johan Stenström, 2011.

Johan Gunnar Stenström, född den 23 augusti 1951, är en svensk litteraturvetare och professor.

## Biografi
Johan Stenström växte upp i Helsingborg. Han utbildade sig först vid Musikhögskolan i Malmö och därefter i litteraturvetenskap vid Lunds universitet. Han har dock bibehållit en koppling till musik även inom det senare ämnet och disputerade 1994 på en avhandling om Harry Martinsons Aniara med undertiteln "från versepos till opera". Han har bland annat utgivit en bok om arvet efter Bellman samt har tillsammans med Anders Palm sammanställt antologin Den svenska sångboken 1997. Också kopplingen mellan litteratur och bildkonst har varit föremål för behandling av Stenström, bland annat i boken Med fantasins eld - Ingemar Leckius och bilden (2002).
Johan Stenström blev docent 2002 och utnämndes till professor 2009, bådadera vid Lunds universitet. 2014–2024 var han inspektor för Hallands nation i Lund.

## Utmärkelser, ledamotskap och priser
- Ledamot av Vetenskapssocieteten i Lund (LVSL, 2001)[2]